# Shannon Phillips
Shannon Phillips (née le 4 septembre 1975) est une femme politique canadienne, elle est élue à l'Assemblée législative de l'Alberta lors de l'élection provinciale de 2015. Elle représente la circonscription de Lethbridge-Ouest en tant qu'une membre du Nouveau Parti démocratique de l'Alberta. 

## Résultats électoraux
| Élection générale albertaine de 2015 : Lethbridge-Ouest | Élection générale albertaine de 2015 : Lethbridge-Ouest | Élection générale albertaine de 2015 : Lethbridge-Ouest | Élection générale albertaine de 2015 : Lethbridge-Ouest | Élection générale albertaine de 2015 : Lethbridge-Ouest | Élection générale albertaine de 2015 : Lethbridge-Ouest |
| Parti                                                   | Parti                                                   | Candidat                                                | Voix                                                    | %                                                       | ± %                                                     |
| ------------------------------------------------------- | ------------------------------------------------------- | ------------------------------------------------------- | ------------------------------------------------------- | ------------------------------------------------------- | ------------------------------------------------------- |
|                                                         | Néo-démocrate                                           | Shannon Phillips                                        | 11 284                                                  | 59,46 %                                                 | +30,40 %                                                |
|                                                         | Progressiste-conservateur                               | Greg Weadick                                            | 3 984                                                   | 20,99 %                                                 | -15,65 %                                                |
|                                                         | Parti Wildrose                                          | Ron Bain                                                | 3 071                                                   | 16,18 %                                                 | -10,74 %                                                |
|                                                         | Libéral                                                 | Sheila Pyne                                             | 639                                                     | 3,37 %                                                  | -2,25 %                                                 |
| Total                                                   | Total                                                   | Total                                                   | 18 978                                                  | 100,00 %                                                |                                                         |